# Биљана Нонковић Балашевић
Биљана Нонковић Балашевић (Београд, 1983) је српска сликарка млађе генерације.

## Биографија
Рођена је 1983. године у Београду. Дипломирала је 2007. године на Вишој школи ликовних и примењених уметности у Београду, одсек наставник ликовне културе и на Факултету примењених уметности у Београду, одсек зидно сликарство, 2010. године.
Учествовала је на Првој београдској колонији Галерије Перо, 2012. године и Акцији осликавања зида за децу без дома „Моше Пијаде“
Члан УЛУПУДС-а и Удружења Широка Стаза.

## Изложбе
- Салон стрипа, СКЦ, Београд, 2007.
- Крајишки ликовни салон, Дом Војске, Београд, 2010.
- Изложба графика, ЛиноАрт, Београд, јун 2012.
- Прва београдска колонија Галерије Перо, Галерија општине Врачар, Београд, август 2012.
- Изложба „Реално- надреално“, АртЦентар, Београд, септембар 2012.
- , Музеј Краља Петра, Београд, септембар 2012.
- 13. Крајишки ликовни салон, Железнички музеј, Београд, октобар 2012.
- Земунски салон, Београд, новембар 2012.
- Ликовни салон 30x30, Савремена галерија, Зрењанин, децембар 2012.
- „Mini Expo“, ликовна продајна изложба, Delta City, Београд, март 2013.
- „Errors Allowed art“, Галерија Прогрес, Београд, април 2013.
- Ликовни салон 30x30, Културни центар Зрењанина, Зрењанин, 2013.
- Земунски пролећни салон, Стара Капетанија, Београд, април 2013.
- XV Крајиски ликовни салон, Железнички музеј, Београд, новембар 2014.
- XVIII Међународна пролећна изложба Удружења Широка Стаза, Педагошки музеј, Београд, април 2014.
- Прва изложба прогнаних сликара и вајара, Београд, август 2015.

## Илустрације књига
- „Искре душе“, аутор Ђоко Нонковић
- „Дечје песме“, аутор Раде Јовић

## Награде
- Награда за ликовно стваралаштво младих „Борис Маркош Минго“, 13. Крајишки ликовни салон, Београд, октобар 2012.